# 傅元國盃
傅元國盃（又稱傅盃）始於1978年。當時，有宿生會有感宿舍之間缺乏聯繫交流，因而自發籌組此堂際運動競技比賽。活動獲時任崇基學院學生宿舍委員會主席傅元國教授支持並贊助獎盃。
傅元國盃是香港中文大學崇基學院的學生宿舍（現有：華連堂、利樹培堂(利宿)、何善衡夫人宿舍(何宿)、明華堂、五旬節會樓高座(五高) 、五旬節會樓低座(五低) 、神學樓、文質堂、文林堂及應林堂）以及走讀生舍堂六藝堂 (包括國際生舍堂宿生) 於第二學期內舉行的學生運動競技比賽。
每年崇基學院內的十一舍堂都會派出當屆宿生會莊員，組成歷時一個學期的傅盃莊（全稱：香港中文大學崇基學院傅元國盃籌委會），負責討論賽例和商協各項賽事安排。因每間宿舍均派出1至2人出任傅盃莊員，故亦稱為「崇基最多人嘅莊」。
而透過傅盃的一連串比賽，希望達到以下目標及宗旨：
1. 加強各舍堂之間的聯繫與交流；
2. 團結宿生，增加其歸屬感；
3. 增強同學對崇基學院的歸屬感；
4. 宣揚友誼第一，比賽第二之精神；
5. 培養同學對運動之興趣，促進同學身心健康。

## 歷史
傅元國盃於1978年開始籌辦，獲時任崇基學生宿舍委員會主席傅元國教授支持和贊助獎盃而命名（傅教授於1981年至1988年間獲委任為崇基學院院長）。張越華教授於1996至2004年出任崇基學生輔導主任（現稱學生輔導長）期間，設立崇基優質活動獎勵計劃，自此，傅盃每年由優質活動獎勵計劃資助籌辦，並得各任院長及輔導長大力支持。「傅元國盃」鼓勵宿生參加運動比賽，促進各宿生之間的情誼，活動迄今仍每年舉行，成為崇基優良傳統。近年，每屆傅盃莊皆於莊名中加入「傅」字，以紀念傅教授當年的大力支持。
- 第35屆傅元國盃籌委會將足毽比賽中的網高由1.3米改為1.5米。
- 第35屆傅元國盃籌委會將拔河參賽者數目由12人降至10人，以確保對賽雙方安全。
- 第35屆傅元國盃籌委會將比賽項目第四名的分數由只得10分參與分增至15分。
- 第36屆傅元國盃籌委會取消了逼巴士比賽，競技只剩攻城和跳大繩，小皇牌亦暫時宣告廢除。

國際生舍堂成立時，曾有崇基學生因被編入國際生舍堂，而被傅盃籌委會定義為未符合參加資格。不久後，國際生舍堂的崇基學生已可以和六藝堂堂友一同參賽。
2003年因SARS疫情而腰斬，翌年復辦。2020年因新冠疫情停辦，直至2023年才得以復辦。
2023年改名為全力以赴盃，或稱赴盃。

## 比賽單位
傅盃比賽初期八十年代只有應林、明華、華連、何宿和文質。而應林和華連因分別為男子和女子宿舍，故會聯宿參加比賽（應華）；而文質就和何宿聯宿參加比賽（文何），明華則曾和神樓合伙，但後來則為獨立作賽單位。時至今日，比賽單位則如下：
- 應林、文質：應文
- 文林、華連：文華
- 五高、五低：五宿
- 新宿
- 何宿
- 明華
- 神樓
- 六藝

## 類型
比賽項目包括拔河、足毽、男籃、女籃、排球、羽毛球、足球、乒乓、牌藝以及競技。

### 拔河
比賽為三盤兩勝制，首兩個回合限時一分鐘，如不分勝負，則需重賽該回合，而第三回合沒有時限。法定最少參賽人數為八名，當中包括最少三名女生。每回合每方可派出最多十名參賽者，其中最少三名是女生。

### 足毽

##### 規則
每方參賽者4名，其中必須包括男女生各1名，另可有4名後備。比賽以三局兩勝制淘汰形式進行。以二十一分為一局，比賽以直接得分制計分。第一局以以擲毫決定發毽權或場地，每局交換場地，決勝局一方滿十分交換場地。值得注意的是，和香港足毽總會所辦的聯賽不同，女運動員可在比賽中用手作賽，但不能連續兩次均由同一毽員使用手部觸毽。比賽時男毽員可以用身體任何部位控毽，但在限制線前不能以頭部觸毽，而且不可用肩膊以下的前臂及上臂控毽；而且過場毽不可為手毽(無論男女)。但容許兩個不同的女毽員分別觸毽兩次。另一方面，比賽使用羽毛球場，但邊線長13.4米，底線長6.1米，相比一般雙打羽毛球場長、單打羽毛球場寛。網高1.5米，與聯賽中男女混雙使用的網高一致。發球位置亦與香港聯賽的三人站法有所不同，傅盃例的開毽方法將每方場區分為四格，將限制線和羽毛球場的中線交叉劃出的十字分出四個場區，然後四個毽員各佔一區。每到一方發毽時，位處面向網的右下角場區的毽員可在場區內任何位置發毽，但舉腳不得高於球網（1.5米高），擊出的球需在兩枝標誌竿之間和球網上方的空間進入對方場區限制線後，否則依情況判罰（out）及（short）。而且，裁判嗚哨後若然毽球在沒有觸碰發毽毽員身體而直接觸碰場區，發毽毽員並不因此失去發毽資格，而是獲得重新發毽的機會。當毽球開出後觸網而成功抵達對方場地，則會判出重發的機會。足毽比賽中，只要足毽進入對方場區時擲界，仍然判為（in）。總括而言，相比正規的足毽比賽中，崇基傅盃例下的足毽比賽場地更大，人數更多，難度較低。

##### 發展情況
近年隨住崇基足毽的比賽水平及宿舍技術水平逐漸提高，場地尺寸、球網高度、進攻方法等亦有所改變。較2000年初期的足毽比賽更貼近聯賽水平。一般而言，戰術上可分為進攻隊伍和非進攻隊伍。前者會集中訓練踩毽和掛毽等高點進攻手段，後者則只用足毽基本四式等完成傳球、接球和過場等。配合可使用手毽的女毽員，進攻時大抵由女毽員負責一傳接送，然後由升毽手（或二傳手）將足毽墊起，繼而由進攻手完成進攻。防守時大抵由一毽員封網，其餘兩名毽員呈品字形各守兩翼，剩下的女毽員負責後場長線的攔截。由於崇基足毽採男女混合制，場區內較多碰撞，因此隊員之間的默契和分工更加重要。男女比例亦配合宿舍訓練方法、進攻方式、男女身體質素強弱呈主要兩種，分別為男女3：1比，和男女2：2比，極少數出現男女1：3比。前者戰術更具侵略性，著重進攻的彈性，對升毽手的要求更高，在確保升毽手的傳送和升毽下，發展出更高點的進攻，角度更大的內外擺線。如兩名升毽手配合一名進攻手，或一名升毽手配合主攻副攻的組合。後者男女2：2比，戰術較為保守，著重穩定的控球，對團隊團契要求較高。在成功確保女毽員將後場發球和進攻以手毽方式攔截的前提下，以犧牲一定進攻路線和可能性務求削弱對方的進攻能力。
由於大多數參與崇基足毽運動的宿生均沒有於大學以前接觸過足毽運動，相對傳統的足籃排兵羽是更「平等」的運動，對宿舍但亦因此更難推廣這運動，在傅盃氣氛薄弱的宿舍，一般難以持續練習。一般而言，升毽手的培養相對進攻手困難，訓練過程長而苦悶。進攻手亦要求高柔韌性、爆發力強等。綜對對個體的身體質素要求不低，更使普及崇基足毽運動難度加大。女毽員習得的手毽亦未可與外界接軌作進一步發展，而且足毽比賽隊員只為4人，一旦宿舍內部出現男女比例不協調、前輩與後輩出賽的情況，有可能出現「練習四年、出賽一次」的困局，更難維繫毽隊的長遠發展，以及提升整體崇基足毽的水平。傅盃一方面以宿舍榮譽感團結起宿舍內部，提高宿舍內的運動水平，但另一方面，卻分薄了崇基足毽的整體水平，減低了跨宿舍的交流。儘管傅盃苦心經營多年，亦未能將足毽運動推廣至書院內部，遑論中大校園內。因此，崇基的足毽既不視為院隊，亦不視為校隊。無法與其他大學比較。
不過在宿舍的2-6年間，年資與毽員的能力整體掛鈎。現時由香港足毽有限公司舉辦的香港足毽聯賽不乏崇基學院舊生的身影，在乙組和甲組亦有一定位置。甚至在學界足毽賽中亦偶有佳作，縱然半途出家的崇基足毽始終無法與培育精英的教育大學足毽隊一爭長短。

### 男籃
每方正選球員每隊5人，另後備球員7人。一般規則以國際賽例作賽。比賽分四節進行，每節十分鐘。

### 女籃
每方正選球員每隊5人，另後備球員7人。一般規則以國際賽例作賽。比賽分四節進行，每節十分鐘。

### 排球
每方正選球員6名，後備6名，正選為3男3女，後備無分男女。當比賽人數為6人時，場內必須為3男3女，惟換入自由人時才可出現4男二2女或4女2男。一般規則以國際賽例作，惟男運動員不論位置輪轉皆只能作後排攻擊，即不能三米線前起跳攻擊及欄網。

### 足球
每方正選球員每隊7人，另後備球員5人。一般規則以國際賽例作準，在比賽中，球證有絕對的判決權。

### 乒乓
每方需派2名男單，2名女單及1隊混雙，另可有五人作為後備。比賽共分2男單，2女單及1混雙，以五局三勝制。五局比賽分兩節進行, 每節比賽時間為三十分鐘，第一節共三場：一場男單，一場女單及一場混雙同時間進行。第二節共二場：一場男單，一場女單。

### 牌藝
牌藝比賽歷屆都在崇基學院眾志堂二樓進行。其總名次是以四個分項比賽UNO、層層疊、鋤大D及康樂棋所得分數總和計算，分數總和較高者名次較前。每個參賽單位可以在其中一項分項比賽出皇牌，該項比賽得分將可雙倍計算。
- 鋤大D

每單位派4人比賽，以抽籤形式分組，除了初賽及複賽外，其他比賽可以有同一參賽單位一起比賽，合共8組。分初賽、複賽、決賽。
- 層層疊

每個參賽單位需派出1人比賽，所有參賽者一同比賽。以抽籤 ( 1－8 )決定每局之取木條次序，1為最先，如此類推。每當其中1名參賽者推跌木柱後，該參賽者便作敗論。其他參賽者依相同次序重新開始，由出局者下家之參賽者開始取木條，如此類推，直至最後者為冠軍。若沒有木條再能被移動時，則重新作賽；抽木條之次序則順序推前，即最先變成最後，第二變成第一，如此類推。
- 康樂棋

每參賽單位最多派出5名代表參賽，其中2人為後備；每一單位最少必須有一名女參加者為正選。三局二勝制，每局為二人之對賽 (每方之代表於每場只可打一局 )。
- UNO

初賽分兩組作賽，每參賽單位派出兩人，分別編入其中一組。初賽進行十局，每組最低分之四名參賽者出線進入決賽，如果分數相同，則參賽者各自抽牌，以點數大者爲出線，如抽到function牌則再抽。決賽進行十五局，分數最低者為冠軍，次低者為亞軍，如此類推。如出現分數相同之情況，有關參賽者將共享相同名次，緊隨名次將予取消。

### 競技
競技比賽通常分別是逼巴士、跳大繩和攻城。據前人所說，以往每年競技項目亦會有作出更改。現時逼巴士已取消。

## 評判
比賽項目負責舍堂須根據以下原則邀請裁判，優先次序由先至後排列：
1. 非中大人並擁有球證牌；
2. 中大內其他書院之院校隊成員；
3. 崇基學院非宿生之院校隊成員；
4. 崇基宿生並且是院校隊成員，唯不能執法自己所屬單位進行之比賽；
5. 畢業生但曾是某單位之宿生，但須避免執法自己以往所屬之單位；

牌藝及競技的裁判由項目的負責舍堂負責，詳細待決定牌藝及競技規則時會再作討論。

## 獎項
其評分標準會根據當屆執委會討論後再作決定，以下為第三十五屆傅元國盃評分準則：

### 運動項目
女籃、男籃、足球、羽毛球、排球、乒乓球、拔河、足毽項目
以上項目各設冠、亞、季軍，名次分如下：
- 冠軍－60分
- 亞軍－40分
- 季軍－20分
- 殿軍－5分

如舍堂出席所有應參與的比賽，可獲該項的參與分10分。
（如參賽單位獲該項目的頭四名，則能同時獲得名次分及參與分。）

### 牌藝項目
各小項目均設冠、亞、季軍，分數如下：
- 冠軍－60分
- 亞軍－40分
- 季軍－20分

整個牌藝項目亦設冠、亞、季軍。將四個牌藝項目得分相加，以總分的高低分出冠、亞、季軍，名次分數如下：
- 冠軍－60分
- 亞軍－40分
- 季軍—20分

如舍堂參與全部牌藝項目，可獲參與分10分。（如參賽單位獲頭三名，則能同時獲得名次分及參與分。）

### 競技項目
截至第三十四屆傅元國盃為止，競技總分透過三個小項目的得分相加所得（注意：競技總分與競技的總名次分並不一樣），總分的高低分出競技的冠、亞、季軍，競技的總名次分如下：
- 冠軍－90分
- 亞軍－60分
- 季軍－30分

如舍堂參與全部競技項目，可獲參與分15分。（如參賽單位獲頭三名，則能同時獲得名次分及參與分。）
截至2016年第38屆傅元國盃，競技項目只剩攻城和競技兩項，故分數亦有所調整。競技兩個小項目的名次分及參與分獨立計算，其名次分數如下：
- 冠軍－30分
- 亞軍－20分
- 季軍－10分

如舍堂參與每一個小項目，可獲該小項目的參與分5分。（如參賽單位獲頭三名，則能同時獲得名次分及參與分。）

### 皇牌
除競技及牌藝外，各單位派出代表抽籤定好對賽表後，可以指定任何一個項目為大皇牌，該項目所得分數乘二；而競技及牌藝項目則有小皇牌，小項目分數將會乘二，但不會在總分乘二。另外，因目前逼巴士已經取消，競技只剩兩項，故競技的小皇牌亦暫告廢除，競技兩個小項目獨立計分。

## 歷屆冠、亞、季軍
- 請尊重每年歷史，切勿胡亂篡改

|    | 年份      | 冠軍       | 亞軍 | 季軍 |
| -- | --------- | ---------- | ---- | ---- |
| 1  | 1979-1980 | 應華       | 明華 | 何文 |
| 2  | 1980-1981 | 明華       | 應華 | 何文 |
| 3  | 1981-1982 | 應華       |      |      |
| 4  | 1982-1983 | 應華       |      |      |
| 5  | 1983-1984 | 應華       |      |      |
| 6  | 1984-1985 | 應華       | 明華 |      |
| 7  | 1985-1986 | 應華       |      |      |
| 8  | 1986-1987 | 應華       |      |      |
| 9  | 1987-1988 | 應華       |      |      |
| 10 | 1988-1989 | 應華       |      |      |
| 11 | 1989-1990 | 應華       |      |      |
| 12 | 1990-1991 |            |      |      |
| 13 | 1991-1992 |            |      |      |
| 14 | 1992-1993 |            |      |      |
| 15 | 1993-1994 |            |      |      |
| 16 | 1994-1995 |            |      |      |
| 17 | 1994-1995 | 應文       |      |      |
| 18 | 1995-1996 | 應文       |      |      |
| 19 | 1996-1997 | 應文       |      |      |
| 20 | 1997-1998 | 應文       |      |      |
| 21 | 1998-1999 | 應文       |      | 明華 |
| 22 | 1999-2000 | 應文       | 文華 | 新宿 |
| 23 | 2000-2001 | 應文、明華 |      | 新宿 |
| 24 | 2001-2002 | 應文       | 文華 | 明華 |
| 25 | 2002-2003 | 應文       |      |      |
| 26 | 2003-2004 |            | 新宿 |      |
| 27 | 2004-2005 | 應文       | 何宿 | 新宿 |
| 28 | 2005-2006 | 應文       | 新宿 |      |
| 29 | 2006-2007 | 應文       | 新宿 |      |
| 30 | 2007-2008 | 新宿       | 應文 |      |
| 31 | 2008-2009 | 新宿       | 應文 |      |
| 32 | 2009-2010 | 應文       | 新宿 |      |
| 33 | 2010-2011 | 應文       | 新宿 | 何宿 |
| 34 | 2011-2012 | 新宿       | 應文 | 五宿 |
| 35 | 2012-2013 | 應文       | 新宿 | 五宿 |
| 36 | 2013-2014 | 應文       | 何宿 | 五宿 |
| 37 | 2014-2015 | 應文       | 新宿 | 何宿 |
| 38 | 2015-2016 | 新宿       | 應文 | 五宿 |
| 39 | 2016-2017 | 應文       | 新宿 | 五宿 |
| 40 | 2017-2018 | 應文       | 新宿 | 何宿 |
| 41 | 2018-2019 | 新宿       | 應文 | 五宿 |
| 42 | 2019-2020 |            |      |      |
| 43 | 2021-2022 |            |      |      |
| 44 | 2022-2023 | 何宿       | 應文 | 新宿 |
| 01 | 2023-2024 | 新宿       | 五宿 | 應文 |
| 02 | 2024-2025 | 新宿       | 五宿 | 應文 |

## 歷屆傅盃莊
- .   [2016-04-25]. （原始内容存档于2016-06-29）.
- 2007_傅盃29
- .   [2016-04-25]. （原始内容存档于2016-06-01）.
- 2009_傅盃31_全力以傅
- 2010_傅盃32_相傅相承
- .   [2016-04-25]. （原始内容存档于2020-10-22）.
- .   [2020-12-18]. （原始内容存档于2019-04-25）.

- .   [2022-07-04]. （原始内容存档于2022-07-04）.